# Безеррус
Безеррус (порт. Bezerros) — муниципалитет в Бразилии, входит в штат Пернамбуку. Составная часть мезорегиона Сельскохозяйственный район штата Пернамбуку. Входит в экономико-статистический микрорегион Вали-ду-Ипожука. Население составляет 56 518 человек на 2007 год. Занимает площадь 492,56 км². Плотность населения — 115 чел./км².
Праздник города — 18 мая.

## История
Безеррус основан 20 мая 1881 года.

## Статистика
- Валовой внутренний продукт на 2005 год составляет 185 946 000 реалов (данные: Бразильский институт географии и статистики).
- Валовой внутренний продукт на душу населения на 2005 год составляет 3066 реалов (данные: Бразильский институт географии и статистики).
- Индекс развития человеческого потенциала на 2000 год составляет 0,620 (данные: Программа развития ООН).

## География
В соответствии с классификацией Кёппена, климат относится к категории BShW.